# 埃列克特羅斯塔利
埃列克特羅斯塔利（羅馬化：Elektrostal'，發音：[ɛˌlʲektrɐˈstalʲ]）是俄羅斯莫斯科州東部的一個城市。該市位於莫斯科以東58公里，2002年時人口為146,294人。1928年前該地被稱為扎季希耶（俄语：Затишье）。